# 두바이 크릭 타워
두바이 크릭 타워(아랍어: برج خور دبي, 영어: Dubai Creek Tower)는 아랍에미리트 두바이 크리크에 건설 중인 극초고층 마천루이다. 2020년 세계 박람회에 맞춰 계획되었으며, 완공될 시 세계에서 가장 높은 마천루가 될 것이었으나 코로나19 범유행이 시작되며 건설이 보류되었다.
개발사인 에마르사는 초기 1,300m 높이로 건설을 추진했으나 2024년 2월 높이가 부르즈 할리파와 동일한 828m로 조정되었다.
건물의 디자인은 미나레트에서 영감을 받았다. 각 층은 대부분 전망대 또는 레스토랑으로 사용될 예정이다. 첨탑은 방송용으로 사용될 예정이다.

## 특징
이 건물은 특이하게도 건물 중심에 있는 코어가 건물을 지탱하지 않는다. 그 대신 건물주변에 케이블로 건물을 지탱한다. 그렇기에 부르즈 할리파처럼 코어 주변에 오피스같은걸 만들 필요가 없다. 그렇기에 엘리베이터가 야외에 깔려있어 엘리베이터를 타면 약 500m 이상 올라가는 케이블을 볼수 있을것이다. 243m 짜리 이미 완공된 마천루인 두바이 더 타워와는 관계가 없다. 이 건물은 2020년에 전세계를 강타한 코로나19 범유행 관련 이슈로 인해 보류중이며 원래 2020년 완공할 예정으로 세계에서 가장 높은 마천루로 등극될 예정이었으나 보류 여파에 따라 완공할 시점 역시 미정으로 바뀌었다. 지하 층수는 밝혀진바 없으나 공사현장을 보면 지하 7층을 파고있어 지하 7층 아니면 그 이상으로 추정되며 현재 지하 75m 지점까지 공사가 진행됐고 145개의 말뚝이 박혀있다. 다른 건물들은 잘만 짓고있는데 왜 정작 크릭타워는 안짓는지는 의문이다. 높이는 928~1300 이었지만 최근 928m로 짓는다고 발표하였으나 두바이 조형물에는 1300+라고 적혀있다. 하지만 이마르 (Emaar) 에서 두바이 마천루인 부르즈 할리파와 같은 높이인 828m (2717ft)만큼 짓는다고 발표했다. 층수는 27층~210층이

## 건설
2016년 10월, 무함마드 빈 라시드 알막툼이 타워 기공식에 참여하여 2025년 개장을 목표로 건설을 시작했다.
2017년 8월, 공사 과정을 보여주는 영상이 공개되었다. 2018년 5월, 베식스의 자회사인 식스 컨스트럭트(Six Construct)가 타워의 기초 공사를 완료했다. 2019년 7월, 두바이 크릭 타워의 건설 계약을 수주하기 위한 입찰이 진행되었다.

### 건설 중단
2020년 4월 4일, 두바이 크릭 타워의 개발사인 에마르사는 코로나19 범유행으로 인해 건설을 일시적으로 중단했다. 당시 두바이 크릭 타워의 부지에서는 약 2년 동안 어떠한 건설 활동도 이루어지지 않았다. 두바이 크릭 타워에 대한 모든 언급과 2020년 7월 또는 8월 즈음 프로젝트 웹사이트에서 삭제되었다. 두바이 크릭 타워의 건설은 아랍에미리트 정부가 작업 재개를 허용할 때까지 건설이 무기한 연기되었다. 3년 후인 2023년 8월, 에마르사의 설립자인 무함마드 알라바르는 두바이 크릭 타워가 재설계 중이라고 발표했다.
2024년 2월, 무함마드 알라바르는 타워 높이를 줄여 부르즈 할리파보다 낮게 건설할 것이라고 발표했으며, 재설계된 타워의 첫 모습은 향후 몇 달 안에 공개될 예정이었다. 공사는 2024년 3월에 재개되었으며, 최종 디자인은 2024년 4월에 공개될 예정이었으나 2024년 11월까지도 두바이 크릭 타워의 건설 진행 상황에 대한 발표는 없다.

## 같이 보기
- 두바이의 마천루 목록
- 부르즈 할리파